# 博亞爾卡
博亞爾卡是烏克蘭北部基輔州法斯蒂夫區博亚尔卡市镇内的城市，距離首都基輔約20公里，面積13平方公里，該市設有氣象站，2022年估計人口有35,000人。